# Christiane Eberhardine af Sachsen-Polen
Christiane Eberhardine af Sachsen-Polen, kurfyrstinde af Sachsen, dronning af Polen, født prinsesse af Brandenburg-Bayreuth (19. december 1671 – 4. september 1727). 
Hun var datter af markgreve Christian Ernst af Brandenburg-Bayreuth og Sophie Louise af Württemberg.
Den 20. januar 1693 giftede prinsessen sig med kurfyrsten af Sachsen, Freidrich August 1., den senere konge af Polen; hun var 21 år gammel. Ægteskabet var politisk betonet og blev yderst ulykkeligt.
Da kurfyrsten blev konge af Polen konverterede han til katolicismen. Det ville Christiane Eberhardine under ingen omstændigheder selv gøre, faktisk frastødte det hende i en sådan grad, at hun fortrak sig fra sin mands hof, tilbage til sit eget slot Pretzsch i Sachsen, og viste sig herefter kun ved sin mands hof ved særligt højtidelige begivenheder.